# جون بيهان
جون بيهان (بالإنجليزية: John Behan)‏ هو نحات أيرلندي، ولد في 1938 في دبلن في جمهورية أيرلندا.